# Erythroxylum densum
Erythroxylum densum là một loài thực vật có hoa trong họ Erythroxylaceae. Loài này được Rusby mô tả khoa học đầu tiên năm 1920.